# 公立学校共済組合

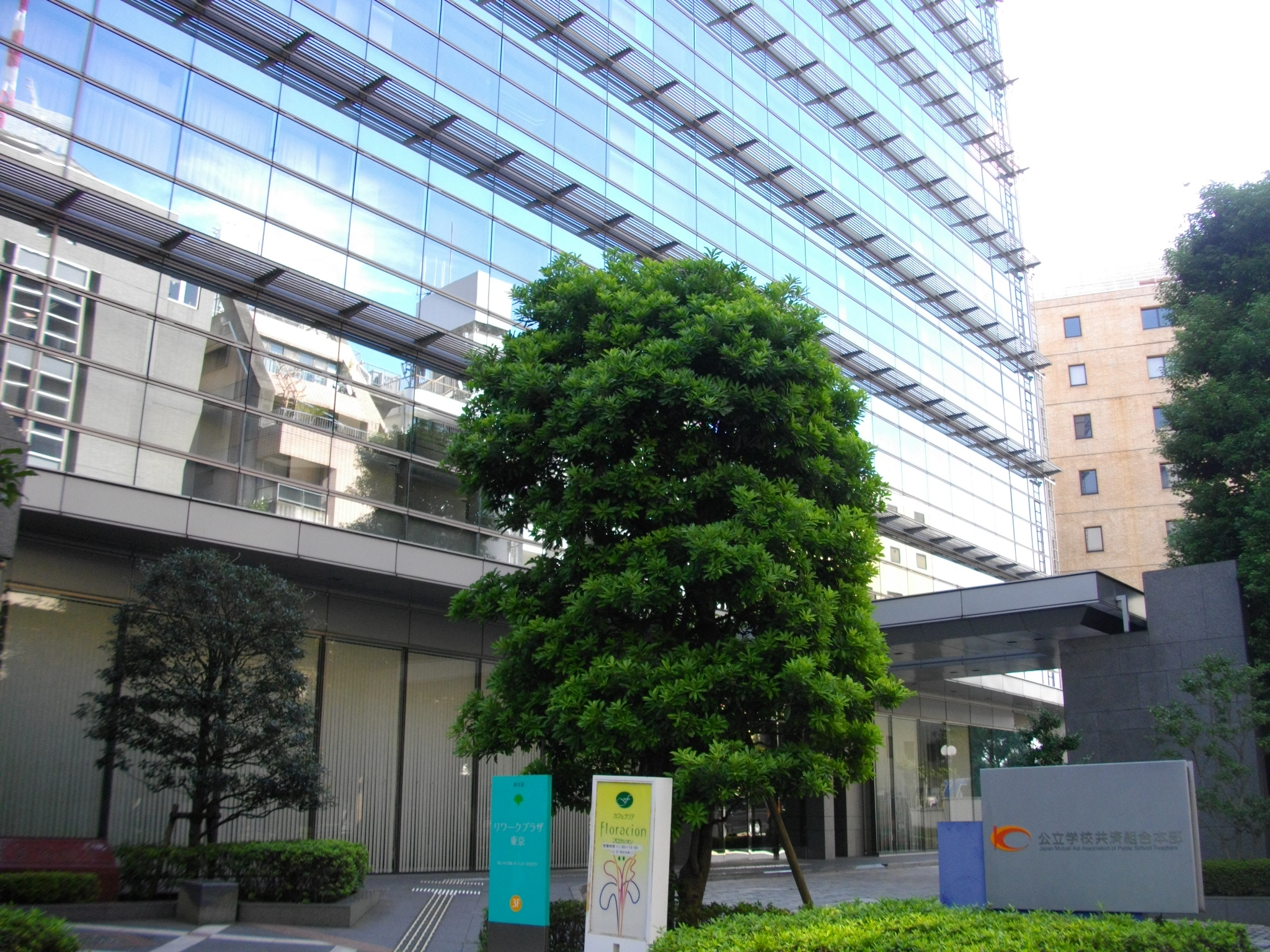
公立学校共済組合本部

公立学校共済組合（こうりつがっこうきょうさいくみあい、英 JAPAN MUTUAL AID ASSOCIATION OF PUBLIC SCHOOL TEACHERS）は、地方公務員等共済組合法に基づいて設立された共済組合で、公立学校職員（公立大学病院職員も含む）、都道府県教育委員会職員と所管する教育機関職員を組合員として構成される。本部の所在地は東京都千代田区神田駿河台2-9-5においている。
都道府県ごとに支部がおかれ、支部は都道府県教育委員会内に設置される。支部長は教育長が充てられる。組合員の健康管理のため、本部の所属所として8か所の病院（東北中央病院、関東中央病院、東海中央病院、北陸中央病院、近畿中央病院、中国中央病院、四国中央病院、九州中央病院）があり、直営で運営している。
組合員証の保険者番号は34から始まる8桁の番号からなる。記号番号の記号も公立○○（○○の中には2文字あるいは3文字の所属支部名が入る）からなる。

## 支部
支部の所属所として、全国に展開する宿泊施設「公立共済 やすらぎの宿」がある。
- 北海道支部（ホテルライフォート札幌）
- 青森支部
- 岩手支部（サンセール盛岡）
- 宮城支部（ホテル白萩、玉造荘）
- 秋田支部
- 山形支部
- 福島支部（あづま荘）
- 茨城支部（ホテルレイクビュー水戸）
- 栃木支部
- 群馬支部
- 埼玉支部（ホテルブリランテ武蔵野）
- 千葉支部（ホテルポートプラザちば）
- 東京支部
- 神奈川支部（ひめしゃら）
- 新潟支部
- 長野支部（ホテル信濃路、みやま荘）
- 静岡支部
- 富山支部（パレブラン高志会館、立山高原ホテル）
- 石川支部
- 福井支部
- 岐阜支部（ホテルグランヴェール岐山）
- 山梨支部
- 愛知支部（ホテルルブラ王山、蒲郡荘）
- 三重支部（プラザ洞津）
- 滋賀支部
- 京都支部（ホテルルビノ京都堀川、花のいえ）
- 大阪支部（ホテルアウィーナ大阪）
- 兵庫支部（ホテル北野プラザ六甲荘）
- 奈良支部（ホテルリガーレ春日野）
- 和歌山支部（ホテルアバローム紀の国）
- 鳥取支部（白兎会館）
- 島根支部（サンラポーむらくも）
- 岡山支部（ピュアリティまきび）
- 広島支部
- 山口支部（セントコア山口）
- 徳島支部
- 香川支部
- 愛媛支部（にぎたつ会館）
- 高知支部（高知会館）
- 福岡支部（福岡リーセントホテル、小倉リーセントホテル）
- 佐賀支部（グランデはがくれ）
- 長崎支部（ホテルセントヒル長崎）
- 熊本支部（水前寺共済会館グレーシア）
- 大分支部（豊泉荘）
- 宮崎支部
- 鹿児島支部（ホテルウェルビューかごしま）
- 沖縄支部